# Elnur Hüseynov

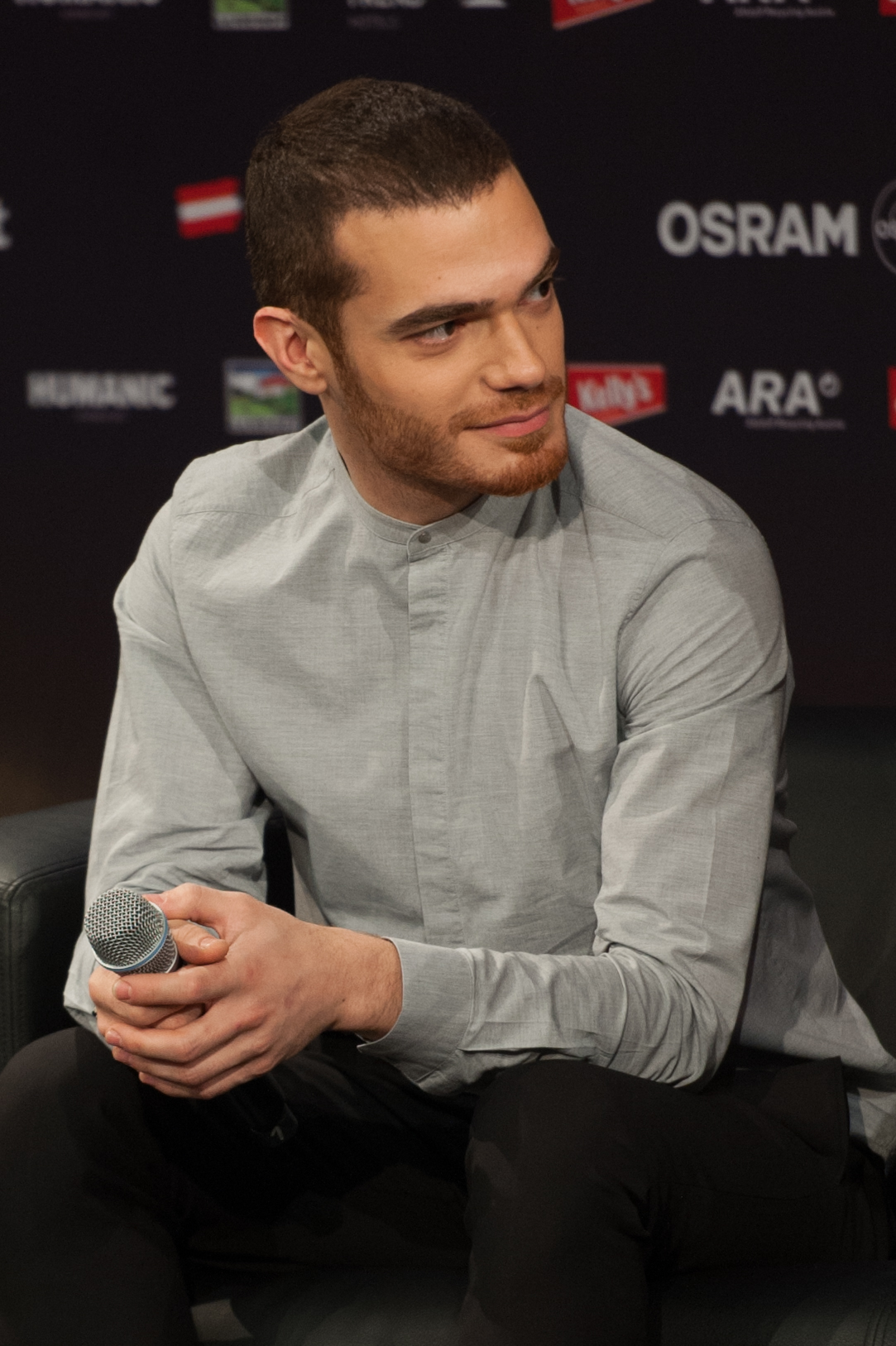
Elnur Hüseynov (2015)

Elnur Hüseynov (* 3. März 1987 in Aschchabad, Turkmenische SSR, Sowjetunion) ist ein aserbaidschanischer Sänger. Er vertrat Aserbaidschan beim Eurovision Song Contest 2008 und 2015.

## Biografie
Hüseynov wurde in Aşgabat, heute Hauptstadt Turkmenistans, als Sohn aserbaidschanischer Eltern geboren. Im Alter von fünf Jahren wurde Hüseynov an einer Musikschule für besonders begabte Kinder angenommen und dort zum Pianisten ausgebildet. 1999 siedelte die Familie nach Baku (Aserbaidschan) um, wo Hüseynov zunächst Zahnmedizin studierte. Anschließend besuchte er die Zeynalli-Musikhochschule und machte dort im Jahre 2004 seinen Abschluss. Danach arbeitete er für kurze Zeit an der Aserbaidschanischen Staatsoper und am „Ballet-Theater“ sowie mit der Chorgruppe der „Staatlichen Aserbaidschanischen Philharmonischen Gesellschaft“ und sang nebenbei in einem Kirchenchor. Im Jahre 2003 gewann er den ersten Platz in dem Musikwettbewerb Sing Your Song des aserbaidschanischen Fernsehsenders Lider TV.

## Teilnahmen am Eurovision Song Contest

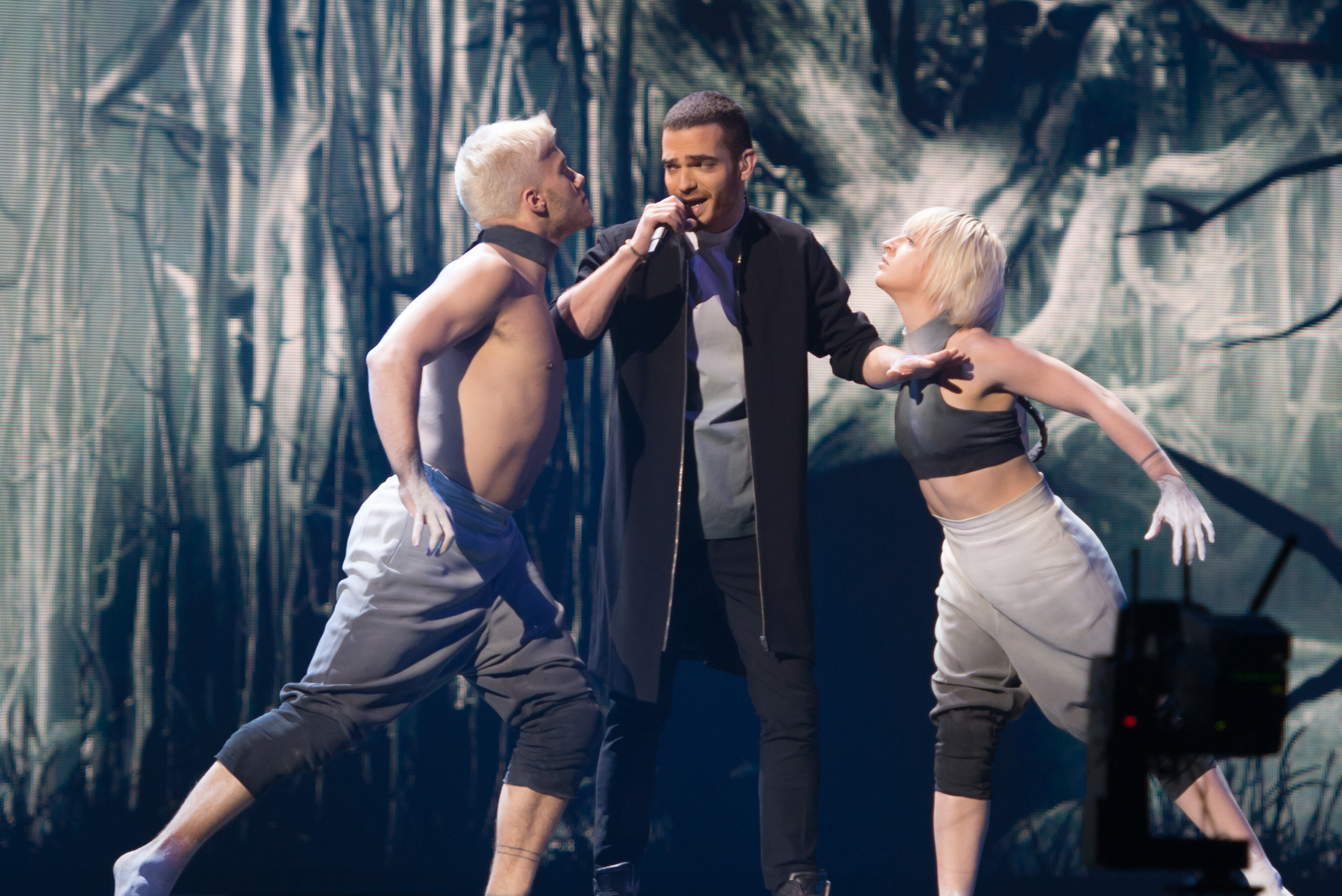
Beim ESC 2015

Am 2. Februar 2008 gewann Hüseynov zusammen mit Samir Javadzade die aserbaidschanische Vorentscheidung zum Eurovision Song Contest 2008 , Land of Fire, mit dem Song Day After Day. Hüseynov und Javadzade traten dabei als Engel (Hüseynov) und Teufel (Javadzade) auf. Im ersten Halbfinale des ESC am 20. Mai 2008 gelang es beiden, sich unter den beliebtesten zehn Beiträgen zu platzieren. Dies bedeutete den Einzug in das vier Tage später stattfindende Finale, wo sie beim Sieg des Russen Dima Bilan den achten Platz unter insgesamt 25 Teilnehmern belegten. Aserbaidschan nahm dabei zum ersten Mal am Eurovision Song Contest teil.
Er wurde intern ausgewählt, das Land 2015 noch einmal mit dem Lied Hour Of The Wolf zu vertreten. Hier erreichte er im Finale den zwölften Platz.

## Teilnahme O Ses Türkiye
Hüseynov nahm im Jahre 2014/15 an der vierten Staffel der türkischen Castingshow O Ses Türkiye teil. Am 18. Februar 2015 wurde er zum Gewinner der vierten Staffel ernannt.

## Diskografie
Singles
- 2008: Day After Day (mit Samir Javadzade)
- 2015: Hour of the Wolf
- 2015: Karanlıklara Teslim Olmam
- 2017: Vibration
- 2018: Dreamer
- 2019: Try to Be Yourself
- 2020: Getme Getme (mit Etibar Asadli)
- 2021: Rəqs (mit Emil Bədəlov & Ceyhun Zeynalov)
- 2021: Gafil Uyan (mit Alafsar Rahimov & Alim Qasımov)
- 2021: Uzundere (mit Alafsar Rahimov)
- 2021: Laylay (mit Mila Miles)
- 2022: Take Me to Infinity (mit Fidan Aliva)
- 2023: Monster Pop